# 尚斯拉德
尚斯拉德（法語：Chancelade，法語發音：[ʃɑ̃slad]）是法国多尔多涅省的一个市镇，属于佩里格区。

## 地理
尚斯拉德（45°12'20"N, 0°39'56"E）面积16.23 平方千米，位于法国新阿基坦大区多爾多涅省，该省份为法国西南部内陆省份，是法國本土面积第三大的省，大致对应佩里戈尔地区，北起顺时针与夏朗德省、上维埃纳省、科雷兹省、洛特省、洛特-加龙省、吉倫特省和滨海夏朗德省接壤。
与尚斯拉德接壤的市镇（或旧市镇、城区）包括：莱韦克堡、阿内斯和博略、拉沙佩勒戈纳盖、伊勒河畔马尔萨克、佩里格。

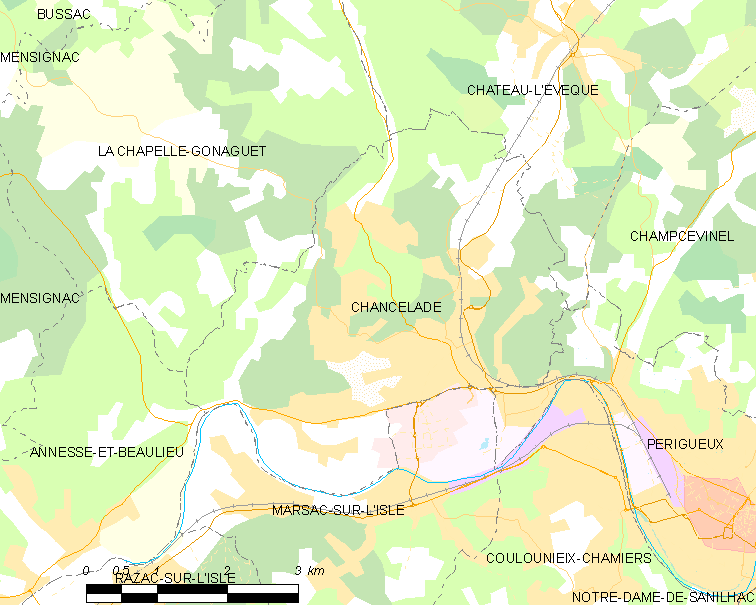
尚斯拉德的OSM定位图

尚斯拉德的时区为UTC+01:00、UTC+02:00（夏令时）。

## 行政
尚斯拉德的邮政编码为24650，INSEE市镇编码为24102。

## 政治
尚斯拉德所属的省级选区为库卢尼埃-沙米耶县。

## 人口

1962-2008年间尚斯拉德人口变化图示

尚斯拉德于2022年1月1日时的人口数量为4442人。